# 深圳大学数学科学学院
深圳大学数学科学学院成立于2006年，前身为深圳大学应用数学系（成立于1985年）和深圳大学师范学院数学教育系（成立于1996年）。

## 历史沿革
- 1985年，深圳大学应用数学系成立，由北京大学廖可人教授参与组建。
- 1996年，深圳大学师范学院成立数学教育系。
- 1997年，应用数学系纳入理学院管理[1]。
- 2003年，获批应用数学二级硕士点。
- 2006年，理学院应用数学系与师范学院数学教育系合并为数学与计算科学学院；成立信息与计算科学系。
- 2007年，与经济学院联合开办数理金融实验班。
- 2012年，获批数学一级学科硕士点。
- 2013年，获批统计学一级学科硕士点。
- 2015年，3月，新增统计学本科专业，成立统计学系[2]；6月，学院更名为数学与统计学院[2]。
- 2018年，3月，获批应用统计专业硕士点[3]。
- 2021年，10月，获批数学一级学科博士点[4]。
- 2023年，4月，深圳大学参与教育部101计划数学课程建设工作；5月，粤港澳应用数学中心深圳分中心在深圳大学揭牌成立；6月，新增数学与应用数学卓越班招生，实行本研一体化培养；9月，学院更名为数学科学学院[5]，数学成为深圳大学第十八个进入ESI全球排名前1%的学科[6]；11月，获批设立数学博士后科研流动站[7]；第五轮教育部学科评估中，数学学科获评B-。

- 2024年，7月，深圳大学数学学科入选广东省基础学科拔尖人才培养创新实验区。

## 管理团队
| 名誉院长 - 王跃飞 | 党委书记 - 王瑜 | 院长 - 杜力力 |

| 副院长 - 鲁坚 | 党委副书记 - 叶星 | 副院长 - 韩雨 | 副院长 - 赵毅 | 副院长 - 胡耀华 |

## 专业设置
| 学系             | 本科专业                       | 硕士专业 | 博士专业         |
| ---------------- | ------------------------------ | --- | ---------------- |
| 基础数学系       | 数学与应用数学 - 卓越班 - 师范 | 数学（学术学位） 统计学（学术学位） 应用统计（专业学位） 学科教学（数学）（专业学位，非全日制，与教育学部合作） | 数学（学术学位） |
| 应用数学系       | 数学与应用数学 - 金融数学      | 数学（学术学位） 统计学（学术学位） 应用统计（专业学位） 学科教学（数学）（专业学位，非全日制，与教育学部合作） | 数学（学术学位） |
| 信息与计算科学系 | 信息与计算科学                 | 数学（学术学位） 统计学（学术学位） 应用统计（专业学位） 学科教学（数学）（专业学位，非全日制，与教育学部合作） | 数学（学术学位） |
| 统计与数据科学系 | 统计学                         | 数学（学术学位） 统计学（学术学位） 应用统计（专业学位） 学科教学（数学）（专业学位，非全日制，与教育学部合作） | 数学（学术学位） |

## 组织机构

### 内设机构
- 基础数学系
- 应用数学系
- 信息与计算科学系
- 统计与数据科学系
- 党政办公室

### 科研机构
- 国家天元数学东南中心（深圳大学）
- 深圳国家应用数学中心（深圳大学）
- 粤港澳（国家）应用数学中心深圳分中心
- 广东省高校高清视频智能分析与处理工程技术中心
- 深圳市现代机器学习与应用重点实验室
- 深圳大学数学研究所

### 委员会
- 教授委员会
- 人力资源工作委员会
- 教学指导委员会
- 学位评定委员会

## 知名院友
工商、财经界
- 史玉柱—86软科学管理（研），巨人投资有限公司董事长、总裁[9]
- 陈昳茹—88数学，深圳市方中天网络技术有限公司董事长、总经理[10]
- 李向平—91应用数学，龙岗区平南机械有限公司总经理，深圳第五位登顶珠穆朗玛峰的人[11]
- 黄舜—91数学（原深圳师专），深圳邦德文化发展有限公司执行董事[12]

学术界
- 薛兆丰—91应用数学，著名经济学者，资深专栏作家[13]

教育界
- 何燕辉—92数学（原深圳师专），深圳大学政府管理学院党委书记
- 陈树森—96数学教育，深圳市光明区公明第一小学校长[14]
- 周许龙—97数学教育，深圳市龙岗区可园学校副校长[15]
- 谢业周—98数学教育，深圳市龙华区清泉外国语小学校长[16]